# تفسير المظهري
تفسير المظهري هو تفسير للقرآن كتبه العالم الإسلامي السني القاضي ثناء الله بانيباتي في القرن الثالث عشر الهجري. نشر التفسير دار ندوة المصنفين بالهند.
يوضح موقع quranicstudies.com السني:
كتب هذا التفسير القاضي ثناء الله بانيباتي (المتوفي عام 1225 هـ). وقد أطلق على هذا التفسير اسم "التفسير المظهري" على اسم سيده الروحي ميرزا مظهر جانان دهلوي. يعتبر هذا التفسير بسيطًا للغاية وواضح ومفيد للغاية لاشتماله على تفسيرات موجزة للآيات القرآنية. وبجانب توضيح الكلمات القرآنية، فقد تناول أيضًا الروايات ذات الصلة بتفاصيل وافرة، و بذل بفعله ذلك جهدًا لقبول السرد بعد مزيد من التدقيق مقارنة بالتعليقات الأخرى.

## ملخص
نشر التفسير دار ندوة المصنفين بالهند في عشرة مجلدات. ترجمه في وقت لاحق عبد الدايم جلالي إلى الأردية ونشرته ندوة المصنفين في اثني عشر مجلدًا.

## روابط خارجية
- تفسير تفسير المزهري للترجمة الأردية في 10 مجلدات - maktabah.org